# UFC Fight Night: Rodríguez vs. Caceres
UFC Fight Night: Rodríguez vs. Caceres var en MMA-gala som arrangerades av Ultimate Fighting Championship och ägde rum 6 augusti 2016 i Salt Lake City i USA.